# Преобразование Ландена
Преобразова́ние Ла́ндена относится к эллиптическим интегралам. Имеет смысл говорить о преобразовании Ландена в узком смысле и в широком смысле. В узком смысле, о котором будет идти речь ниже, британский математик Джон Ланден (1719—1790) в 1775 году предложил очень удачную замену переменной в неопределённом интеграле, определяющем значение неполного эллиптического интеграла первого рода
{\displaystyle F(\varphi ,x_{1})=F(\varphi \,|\,x_{1}^{2})=F(\sin \varphi ;x_{1})=\int _{0}^{\varphi }{\frac {d\theta }{\sqrt {1-x_{1}^{2}\sin ^{2}\theta }}},}
то есть в первообразной функции
{\displaystyle \int {\frac {d\theta }{\sqrt {1-x_{1}^{2}\sin ^{2}\theta }}}.}
Предложенная Ланденом замена переменной описывается следующей формулой:
{\displaystyle \operatorname {tg} \theta ={\frac {\sin {2}\varphi }{x_{1}+\cos {2}\varphi }}.}
В результате такой замены переменной неопределённый интеграл преобразуется в следующий:
{\displaystyle \left(1+{\sqrt {1-x^{2}}}\right)\int {\frac {d\varphi }{\sqrt {1-x^{2}\sin ^{2}\varphi }}}.}
Параметры x и x1 связаны зависимостями:
{\displaystyle x={\frac {{2}{\sqrt {x_{1}}}}{x_{1}+1}},}
{\displaystyle x_{1}={\frac {{2}\left(1-{\sqrt {1-x^{2}}}\right)}{x^{2}}}-1.}
Таким образом, в результате подстановки Ландена неопределённый интеграл преобразуется в неопределённый интеграл того же вида, но с другим параметром и умноженный на некий коэффициент, зависящий от нового параметра. При последовательном применении преобразования параметр x стремится к 1, параметр x1 к 0. Для этих крайних значений параметра величины неопределённых интегралов очевидны:
{\displaystyle \int {\frac {d\theta }{\sqrt {1-\sin ^{2}\theta }}}={\frac {1}{2}}\ln {\frac {1+\sin \theta }{1-\sin \theta }},}
{\displaystyle \int {d}\theta =\theta .}
Эллиптические интегралы часто представляют в виде функции ряда различных аргументов. Эти различные аргументы полностью эквивалентны (они дают одни и те же интегралы), но может возникнуть путаница, связанная с их различным происхождением. В вышеприведённых формулах мы использовали т. н. модуль эллиптического интеграла x (x1). Этот модуль связан с модулярным углом и параметром  эллиптического интеграла формулами
{\displaystyle \alpha } — модулярный угол;
{\displaystyle x=\sin \alpha } — модуль эллиптического интеграла;
{\displaystyle m=x^{2}=\sin ^{2}\alpha } — параметр эллиптического интеграла.
Легко видеть, что формулы, связывающие значения x и x1 и углы φ и θ, для случая, когда итерации начинаются с параметров x1 и θ, можно представить в виде:
{\displaystyle (1+\sin \alpha _{n})(1+\cos \alpha _{n+1})=2,}
{\displaystyle \sin \alpha _{n+1}=x,}
{\displaystyle \sin \alpha _{n}=x_{1},}
{\displaystyle \varphi _{n}=\theta ,}
{\displaystyle \varphi _{n+1}=\varphi ,}
{\displaystyle \operatorname {tg} (\varphi _{n+1}-\varphi _{n})=\cos \alpha _{n}\operatorname {tg} \varphi _{n}.}
Если же итерации начинаются с параметров x и φ, то формулы имеют вид:
{\displaystyle (1+\sin \alpha _{n+1})(1+\cos \alpha _{n})=2,}
{\displaystyle \sin \alpha _{n+1}=x_{1},}
{\displaystyle \sin \alpha _{n}=x,}
{\displaystyle \varphi _{n}=\varphi ,}
{\displaystyle \varphi _{n+1}=\theta ,}
{\displaystyle \operatorname {tg} (\varphi _{n}-\varphi _{n+1})=\cos \alpha _{n+1}\operatorname {tg} \varphi _{n+1}.}
Следует указать на некоторую особенность предложенной Ланденом замены переменной, то есть перехода независимой переменной от θ к φ. При изменении угла φ от 0 до π/2 угол θ терпит разрыв. Это обстоятельство необходимо учитывать при численной реализации формулы Ландена.
В широком смысле Ланденом был открыт новый способ вычисления, причём не только эллиптических функций. Его основная идея, заключающаяся в том, что вычисляемую функцию можно представить в виде такого же вида функции, но с другими параметрами, которые при рекурсии стремятся к некоторым пределам, была в дальнейшем широко использована в вычислительной математике. Укажем, что наряду с указанной Ланденом и приведенной выше формулой замены переменной интегрирования, существуют и другие, например такая:
{\displaystyle \operatorname {tg} \theta ={(1-x_{1}^{2})}^{-1/4}{\frac {{1}+\sin \varphi }{\cos \varphi }}.}
В результате такой замены переменной неопределённый интеграл преобразуется в следующий:
{\displaystyle {\frac {1+x}{2}}\int {\frac {d\varphi }{\sqrt {1-x^{2}\sin ^{2}\varphi }}}.}Шаблон:Сомнительная ссылка
Параметры x и x1 связаны зависимостями:
{\displaystyle x={\frac {{2}(1-{\sqrt {(1-x_{1}^{2})}}}{x_{1}^{2}}}-1,}Шаблон:Сомнительная ссылка
{\displaystyle x_{1}={\frac {{2}{\sqrt {x}}}{x+1}}.}Шаблон:Сомнительная ссылка